# История христианства (фильм)
Это статья о книге и фильме. См. также основную статью «История христианства».
История христианства — книга британского историка церкви, профессора Оксфордского университета Диармайда МакКаллока (Diarmaid MacCulloch) и документальный фильм «Би-би-си» по ней. Обе работы представлены в 2009 году.

## Фильм
Документальный фильм ведёт автор книги, путешествующий по значимым для истории христианства местам и разъясняющий положения своей книги, привлекая различных собеседников — специалистов-историков и религиозных деятелей.
Фильм состоит из 6 серий. В 2010 вышел на DVD. Список серий:
1. «Первое христианство» (5.11.2009), режиссёр Джиллиан Бэнкрофт. Подробно о том, как христианство зародилось к востоку от Иерусалима и Рима.
2. «Католицизм: непредсказуемый подъем Рима» (12.11.2009), режиссёр Сайан Солт. Исследует возникновение Римско-католической церкви.
3. «Православие — от империи к империи» (19.11.2009), режиссёр Сайан Солт. Исследует борьбу восточного православного христианства за выживание.
4. «Реформация: личность перед Богом» (26.11.2009), режиссёр Джиллиан Бэнкрофт. Рассматривает Реформацию и ее нападение на Католическую церковь.
5. «Протестантизм — евангельский взрыв» (3.12.2009), режиссёр Джиллиан Бэнкрофт. Прослеживается рост евангельского протестантизма по всему земному шару.
6. «Бог на скамье подсудимых» (10.12.2009), режиссёр Сайан Солт. Исследуется понятие скептицизма в западном христианстве.

## Книга
История христианства: первые три тысячи лет — книга британского церковного историка Диармаида МакКаллока, изданная в 2009 году . Это обзор христианства с самых ранних линий.
Первое американское издание под названием « Христианство: первые три тысячи лет» было опубликовано в 2010 году издательством « Пингвин Букс из Викинга».

### Отзывы на книгу
В обзоре Лондонского Обзора Книг Фрэнк Кермод отмечает, что подзаголовок книги «Первые три тысячи лет» включает в себя древний мир Греции, Рима и иудаизма (~1000 г. до н. э. – ~100 г. н. э.), что так повлияло на христианство.
В обзоре, написанном тогдашним архиепископом Кентерберийским Роуэном Уильямсом для «Гардиан», книга описывается как начинающаяся «с того, что оказывается одним из многих проявлений силы в обобщении интеллектуального и социального фона христианства как в классическом, так и в еврейском мире», так что мы можем увидеть кое-что из вопросов, на которые христианская вера предложила поразительно новый ответ. , , , [MacCulloch] показывает необычайное знакомство со специальной литературой практически во всех областях ". Книга является "вехой в своей области, удивительной по своему ассортименту, навязчиво читаемой, полной интуиции даже для самого измученного профессионала и просвещенной для заинтересованного широкого читателя. У него будет мало конкурентов на английском языке, если таковые вообще имеются, и он даст «решающее свидетельство устойчивости христианской общины в удивительном разнообразии социальных условий».
В обзоре Эймона Даффи для The Daily Telegraph говорится, что МакКаллох «пытается писать, рассказывает он нам, с исторической отрешенностью, но также и как» искренний друг «христианства, движения, которое, по его мнению, еще имеет долгую историю». и что он «дал нам модель ясного и сочувственного изложения, обширного по масштабу, широкого по охвату и явно справедливого».
Джон Мичам в своем обзоре New York Times пишет, что «трудно представить более всеобъемлющий и удивительно доступный том по этому вопросу, чем у МакКаллока». Он характеризует как взаимно развращающие «договоренности с князьями мира, [которые] способствовали росту веры», о которых говорится в книге. Таким образом, «на протяжении большей части своего существования христианство было самой нетерпимой из мировых конфессий, — говорит МакКаллок, -» делая все возможное, чтобы уничтожить всех конкурентов, с иудаизмом как квалифицированным исключением ". Маккаллох описывает христианскую веру как «постоянный аргумент о значении и реальности». Мичам подчеркивает, что «вопросы значения — кто мы, как мы будем жить, куда мы идем? — имеют тенденцию быть сформулированы в богословских и философских терминах». Тем не менее, "история тоже имеет значение, и историки, говорит МакКаллох, имеют моральную задачу: " Они должны стремиться к укреплению здравомыслия и обуздать риторику, которая порождает фанатизм "".
Историк Пол Джонсон в обзоре «Зрителя» пишет, что автор «, похоже, стремится снизить важность и уникальность Иисуса из Назарета в создании религии, носящей его имя», и что "раздел об Иисусе не намного больше, чем 20 страниц, и отражает все самые раздражающие аспекты современной англиканской критики Нового Завета ". Тем не менее, «примечания к источникам часто более интересны, чем текст, а библиография является исчерпывающей и актуальной, самой полезной частью всей работы». Он пишет, что "когда автор попадает в свою историю со св. Павлом и основанием церкви, повествование становится более интересным и плодотворным. Большая сила этой книги заключается в том, что она охватывает достаточно подробные, но не репрессивные детали огромных областей христианской истории, которые подробно рассматриваются в традиционных описаниях этого предмета … включая эволюцию ранних христианских сект, Восточной Церкви в во всей полноте подъем православия как в греческом мире, так и в России «до настоящего времени во всем мире». Итак, «похвальное усилие».

### Премии за книгу
- Приз Хеселла-Тилтмана за 2010 год, за высокую литературную значимость, но не за академические достижения
- 2010 Cundill Prize, за продвижение литературных и научных достижений в истории.